# Zorile Bucovinei
Zorile Bucovinei, раніше Зориле Буковиней (Зоріле Буковінєй, «Зоря Буковини») — регіональна газета, виходить у Чернівцях румунською мовою. Почала видаватися 15.ІІ 1941 під назвою «Адєверул болшевік» («Більшовицька правда»), за радянщини була органом Чернівецького обласного комітету Компартії України і обласної Ради народних депутатів. З червня 1941 не видавалася. Видання відновлено 26.VI 1944 під назвою «Буковіна Совєтіке» («Радянська Буковина»). З квітня 1967 року — «Зоріле Буковінєй».